# Григорьев, Эдуард Захарович
Эдуард Захарович Григорьев (пол. Eduard Zacharowicz Grigorjew; 20 октября 1995, c. I Кюлятцы, Вилюйский улус, Якутия, Россия) — российский, а затем польский борец вольного стиля, призёр чемпионатов Европы.

## Карьера
В сентябре 2018 года в бразильском Гояна стал чемпионом мира среди студентов. Один из предков Эдуарда был поляком, его сослали в Якутию по политическим мотивам из-за чего в 2020 году он сменил гражданство на польское. В апреле 2021 года на чемпионате Европы в Варшаве, одолев в схватке за 3 место болгарина Георги Вангелова стал бронзовым призёром.

## Спортивные результаты
- Чемпионат мира по борьбе среди студентов 2018 — ;
- Чемпионат Европы по борьбе 2021 — ;
- Чемпионат Европы по борьбе 2022 — ;

## Личная жизнь
Является студентом Чурапчинского государственного института физической культуры и спорта.